# Dieter Schuster (Historiker)
Dieter Schuster (* 22. November 1927 in Leipzig; † 14. Januar 2019 in Düsseldorf) war ein deutscher Archivar, Bibliothekar und Historiker.

## Leben
Als Schüler wurde er 1943/44 als Luftwaffenhelfer eingesetzt, ehe er 1945 von der Wehrmacht eingezogen wurde. Gegen Kriegsende geriet er in sowjetische Kriegsgefangenschaft. Nach der Freilassung beendete er die schulische Ausbildung mit dem Abitur. 
Im Jahr 1948 war er Volontär beim stadtgeschichtlichen Museum in Leipzig. Er verließ die DDR und studierte bis 1958 Geschichte, Germanistik und Philosophie in Bonn. Als Werkstudent arbeitete er im Parteiarchiv der SPD. Im Jahr 1958 promovierte er bei Max Braubach mit der Arbeit Das preußische Dreiklassenwahlrecht, der politische Streik und die deutsche Sozialdemokratie bis zum Jahr 1914 zum Dr. phil.
Als wissenschaftlicher Bibliothekar und Archivar verzeichnete er zwischen 1960 und 1965 zusammen mit anderen die zentralen Bestände zur deutschen Arbeiterbewegung im Internationalen Institut für Sozialgeschichte in Amsterdam. Danach leitete er ab 1966 die Bibliothek und das Archiv des deutschen Gewerkschaftsbundes in Düsseldorf.
Er veröffentlichte zahlreiche Schriften zur deutschen und internationalen Gewerkschaftsbewegung. Sein Buch Die deutsche Gewerkschaftsbewegung von 1971 erreichte mehrere Auflagen. Zusammen mit Franz Osterroth verfasste er die dreibändige Chronik der deutschen Sozialdemokratie. Nicht im Druck erschienen ist seine Chronologie der deutschen Gewerkschaftsbewegung von den Anfängen bis 1918. Diese wurde von der Friedrich-Ebert-Stiftung auf elektronischen Weg veröffentlicht.
Dieter Schuster starb am 14. Januar 2019 in Düsseldorf.

## Schriften (Auswahl)
- Chronologie der deutschen Gewerkschaftsbewegung von den Anfängen bis 1918. Electronic ed. – Bonn: FES Library, 2000 (Onlineversion).
- Chronik der deutschen Sozialdemokratie (mit Franz Osterroth). 3 Bde., Berlin [u. a.] 1975–1978, Zusatzbd. elektronisch 2003 ff. (online).
- Zur Geschichte des Ersten Mai in Deutschland. Düsseldorf 1991.